# (16275) Charlesma
(16275) Charlesma es un asteroide perteneciente al cinturón de asteroides, descubierto el 6 de mayo de 2000 por el equipo del Lincoln Near-Earth Asteroid Research desde el Laboratorio Lincoln, Socorro, Nuevo México.

## Designación y nombre
Designado provisionalmente como 2000 JP58. Fue nombrado por Charles Ma (n. 2002) quien obtuvo el segundo lugar en la Feria Internacional de Ciencia e Ingeniería de Intel de 2019 por su proyecto de equipo de ingeniería biomédica. Estudió en la Escuela Secundaria Montgomery, Skillman, Nueva Jersey, EE. UU. 

## Características orbitales
Charlesma está situado a una distancia media del Sol de 2,631 ua, pudiendo alejarse hasta 3,107 ua y acercarse hasta 2,155 ua. Su excentricidad es 0,181 y la inclinación orbital 4,306 grados. Emplea 1558,83 días en completar una órbita alrededor del Sol.

## Características físicas
La magnitud absoluta de Charlesma es 13,96. 